# David Vidales
David Vidales (León, 1º maggio 2002) è un pilota automobilistico spagnolo.

## Carriera

### Karting
Nel 2013 Vidales inizia a correre in karting dove ha vinto il campionato spagnolo di karting per due volte consecutivo. Nel 2017 si unisce al team Tony Kart, arriva terzo nella WSK Final Cup e secondo nel Campionato del Mondo CIK-FIA.  Nei due anni successivi arriva terzo nella Coppa del Mondo Kart 

### Formula Renault e Formula Regional
Nel 2020 passa alle corse in monoposto, esordisce nel secondo round della Formula Renault Eurocup a Imola con il team JD Motorsport. Il primo impatto in monoposto di Vidales è perfetto, conquista la pole position e due vittorie sul circuito italiano. Al Nürburgring chiude terzo dietro a Victor Martins e Lorenzo Colombo. A Magny-Cours conquista altri due podi, secondo dietro Caio Collet in gara uno e terzo in gara due. Vidales conquista il suo ultimo podio nella categoria sul Circuito di Zandvoort dove chiude terzo dietro a Martins e Collet. Chiude così la stagione al sesto posto in classifica generale e secondo tra i rookie, dietro al solo Alex Quinn. 

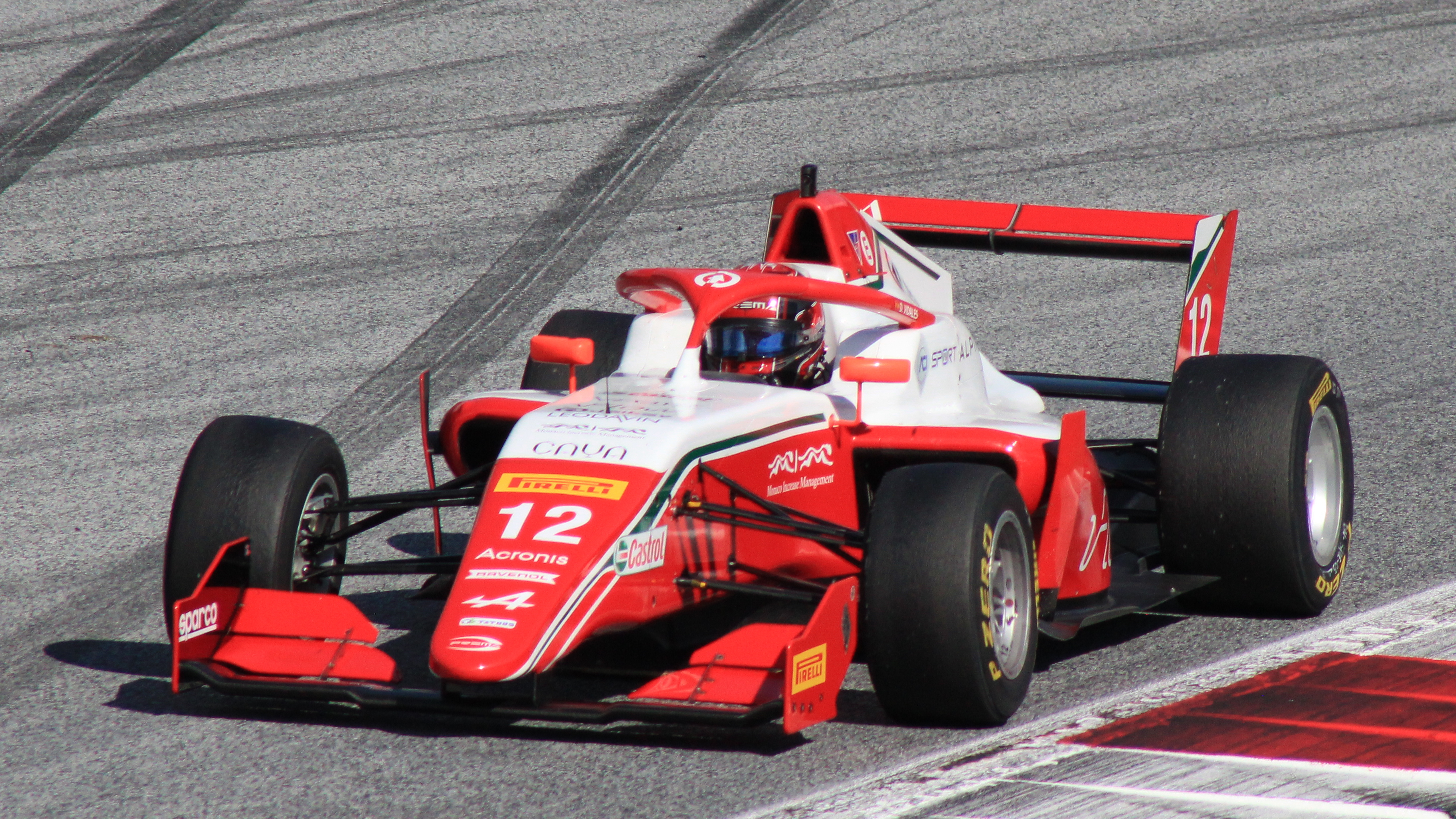
David Vidales nel 2021 con il team Prema

Nell'inverno del 2021 Vidales partecipa con il team Abu Dhabi Racing by Prema alle ultime sei gare del Campionato di Formula 3 asiatica. Nel resto dell'anno corre con la Prema nel Campionato di Formula 3 europea regionale. Lo spagnolo conquista una sola vittoria sul circuito di Imola. Nel resto della stagione conquista altri due podi, chiudendo secondo dietro a Franco Colapinto a Valencia e terzo al Mugello dietro a Paul Aron e Michael Belov. Chiude così la stagione al decimo posto in classifica con 102 punti.

### Formula 3 e Super Formula Lights
Il 17 febbraio del 2022 viene ufficializzato il passaggio di Vidales alla Formula 3 con il team spagnolo Campos Racing. Lo spagnolo si dimostra subito competitivo finendo a punti tre volte nelle prime quattro gare e nella quinta gara a Barcellona conquista la sua prima vittoria nella categoria davanti a Jak Crawford e Caio Collet. Nel resto della stagione ottiene altri tre piazzamenti a punti chiudendo poi al sedicesimo posto con ventinove punti.
Al dicembre del 2022 Vidales partecipa ai test della Super Formula. Per la stagione 2023 il pilota spagnolo prende parte alla Super Formula Lights con il team B-Max Racing. La stagione è piena di sali e scendi, ottiene il suo primo e unico podio nella terza cosa di Okayama. Nel gennaio del 2024, Vidales partecipa ai test pre-stagionali della Super Formula, guidando per il Tom's. 

### Gran Turismo
Dal 2024, insieme a Vincent Abril, entra tra le file della AF Corse, scuderia automobilistica legata alla Ferrari. Nella sua prima stagione con la scuderia italiana prende parte al GT World Challenge Europe guidando la Ferrari 296 GT3. 

## Risultati

### Riassunto della carriera
| Stagione | Categoria                   | Team                            | Gare | Vittorie | Pole | GPV | Podi | Punti | Pos. |
| -------- | --------------------------- | ------------------------------- | ---- | -------- | ---- | --- | ---- | ----- | ---- |
| 2020     | Formula Renault Eurocup     | JD Motorsport                   | 18   | 2        | 1    | 2   | 6    | 169   | 6°   |
| 2021     | Formula 3 europea regionale | Prema Powerteam                 | 20   | 1        | 1    | 1   | 3    | 102   | 10º  |
| 2021     | Formula 3 asiatica          | Abu Dhabi Racing by Prema       | 6    | 0        | 0    | 0   | 1    | 38    | 13º  |
| 2022     | FIA Formula 3               | Campos Racing                   | 18   | 1        | 0    | 0   | 1    | 29    | 16º  |
| 2023     | Super Formula Lights        | B-Max Racing Team               | 15   | 0        | 0    | 0   | 1    | 19    | 9º   |
| 2024     | GTWCE Endurance Cup         | AF Corse - Francorchamps Motors | 5    | 0        | 0    | 0   | 0    | 1     | 31º  |

### Risultati nella Formula Renault Eurocup
(legenda) (Le gare in grassetto indicano la pole position) (Le gare in corsivo indicano Gpv)
| Stagione | Team          | 1   | 2   | 3   | 4   | 5   | 6   | 7   | 8   | 9   | 10  | 11  | 12  | 13  | 14  | 15  | 16  | 17  | 18  | 19  | 20  | Punti | Pos. |
| -------- | ------------- | --- | --- | --- | --- | --- | --- | --- | --- | --- | --- | --- | --- | --- | --- | --- | --- | --- | --- | --- | --- | ----- | ---- |
| 2020     | JD Motorsport | MNZ | MNZ | IMO | IMO | NÜR | NÜR | MAG | MAG | ZAN | ZAN | CAT | CAT | SPA | SPA | IMO | IMO | HOC | HOC | LEC | LEC | 169   | 6º   |
| 2020     | JD Motorsport |     |     | 1   | 1   | 3   | 8   | 2   | 3   | 3   | 4   | 11  | 4   | 10  | 16  | Rit | Rit | 6   | 7   | 6   | 9   | 169   | 6º   |

### Risultati in Formula 3 regionale europea
(legenda) (Le gare in grassetto indicano la pole position) (Le gare in corsivo indicano Gpv)
| Stagione | Team            | 1   | 2   | 3   | 4   | 5   | 6   | 7   | 8   | 9   | 10  | 11  | 12  | 13  | 14  | 15  | 16  | 17  | 18  | 19  | 20  | Punti | Pos. |
| -------- | --------------- | --- | --- | --- | --- | --- | --- | --- | --- | --- | --- | --- | --- | --- | --- | --- | --- | --- | --- | --- | --- | ----- | ---- |
| 2021     | Prema Powerteam | IMO | IMO | CAT | CAT | MON | MON | LEC | LEC | ZAN | ZAN | SPA | SPA | RBR | RBR | VAL | VAL | MUG | MUG | MNZ | MNZ | 102   | 10º  |
| 2021     | Prema Powerteam | 1   | 7   | Rit | Rit | 7   | 6   | 11  | 8   | 11  | 14  | Rit | 25  | 13  | 7   | 2   | 5   | 3   | 15  | 10  | Rit | 102   | 10º  |

### Risultati in Formula 3
(legenda) (Le gare in grassetto indicano la pole position) (Le gare in corsivo indicano Gpv)
| Anno | Team   | 1   | 2   | 3   | 4   | 5   | 6   | 7   | 8   | 9   | 10  | 11  | 12  | 13  | 14  | 15  | 16  | 17  | 18  | Punti | Pos. |
| ---- | ------ | --- | --- | --- | --- | --- | --- | --- | --- | --- | --- | --- | --- | --- | --- | --- | --- | --- | --- | ----- | ---- |
| 2022 | Campos | BHR | BHR | IMO | IMO | CAT | CAT | SIL | SIL | RBR | RBR | HUN | HUN | SPA | SPA | ZAN | ZAN | MNZ | MNZ | 29    | 16°  |
| 2022 | Campos | 10  | 8   | 11  | 8   | 1   | Rit | 12  | 9   | 24  | 12  | Rit | 21  | 7   | 8   | 21  | Rit | Rit | Rit | 29    | 16°  |

### Risultati in Super Formula Lights
(legenda) (Le gare in grassetto indicano la pole position) (Le gare in corsivo indicano Gpv)
| Anno | Team              | 1   | 2   | 3   | 4   | 5   | 6   | 7   | 8   | 9   | 10  | 11  | 12  | 13  | 14  | 15  | 16  | 17  | 18  | Punti | Pos. |
| ---- | ----------------- | --- | --- | --- | --- | --- | --- | --- | --- | --- | --- | --- | --- | --- | --- | --- | --- | --- | --- | ----- | ---- |
| 2023 | B-Max Racing Team | AUT | AUT | AUT | SUG | SUG | SUG | SUZ | SUZ | SUZ | FUJ | FUJ | FUJ | OKA | OKA | OKA | MOT | MOT | MOT | 19    | 9º   |
| 2023 | B-Max Racing Team | 4   | Rit | 4   | 11  | 5   | 6   | 6   | 6   | 10  | Rit | 10  | 10  | 4   | 7   | 3   |     |     |     | 19    | 9º   |